# Květov
Květov (en allemand : Kwietow) est une commune du district de Písek, dans la région de Bohême-du-Sud, en République tchèque. Sa population s'élevait à 116 habitants en 2020.

## Géographie
Květov se trouve à 17 km au nord-est de Písek, à 53 km au nord-nord-ouest de Ceské Budejovice et à 74 km au sud de Prague.
La commune est limitée par Milevsko et Osek au nord, par Milevsko et Branice à l'est, par Stehlovice et Jetětice au sud, et par Oslov et Kučeř à l'ouest.

## Histoire
La première mention écrite du village date de 1460.

## Transports
Par la route, Květov se trouve à 7,5 km de Milevsko, à 23 km de Písek, à 63 km de Ceské Budejovice et à 123 km de Prague.